# Gouvernement Vranitzky II
 (août 2023).
Si vous disposez d'ouvrages ou d'articles de référence ou si vous connaissez des sites web de qualité traitant du thème abordé ici, merci de compléter l'article en donnant les références utiles à sa vérifiabilité et en les liant à la section « Notes et références ».
IIe République d'Autriche
Vranitzky I Vranitzky III
Le gouvernement Vranitzky II (en allemand : Bundesregierung Vranitzky II) est le gouvernement fédéral autrichien entre le 21 janvier 1987 et le 9 octobre 1990, durant la dix-septième législature du Conseil national.

## Majorité et historique
Dirigé par le chancelier fédéral social-démocrate sortant Franz Vranitzky, ce gouvernement est constitué et soutenu par une « grande coalition » entre le Parti socialiste d'Autriche (SPÖ) et le Parti populaire autrichien (ÖVP), qui disposent ensemble de 157 députés sur 183, soit 85,8 % des sièges au Conseil national.
Il a été formé à la suite des élections législatives anticipées du 23 novembre 1986 et succède au gouvernement Vranitzky I, formé et soutenu par une « coalition rouge-bleue » entre le SPÖ et le Parti libéral d'Autriche (FPÖ). La prise de contrôle du FPÖ par l'aile nationaliste et pan-germaniste aux dépens du courant libéral pro-européen en septembre 1986 amène le chancelier Vranitzky à rompre la coalition et convoquer l'élection anticipée du Conseil national, scrutin à l'issue duquel il n'a d'autre choix que rétablir l'alliance avec l'ÖVP, qui n'avait plus été au pouvoir depuis vingt ans.
Au terme de la législature, des élections législatives sont organisées le 7 octobre 1990. Malgré le fait que le FPÖ fasse une poussée de sept points et l'ÖVP recule de neuf points, la coalition au pouvoir reste largement majoritaire et forme alors le gouvernement Vranitzky III.

## Composition

### Initiale (21 janvier 1987)
- Par rapport au gouvernement Vranitzky I, les nouveaux ministres sont indiqués en gras, ceux ayant changé d'attributions en italique.

| Fonction                                                             | Titulaire | Titulaire | Parti |
| -------------------------------------------------------------------- | --------- | --- | ----- |
| Chancelier fédéral                                                   |           | Franz Vranitzky                                                                                               | SPÖ   |
| Vice-chancelier Ministre fédéral des Affaires étrangères             |           | Alois Mock | ÖVP   |
| Ministre fédéral des Affaires économiques                            |           | Robert Graf                                                                                                   | ÖVP   |
| Ministre fédéral du Travail et des Affaires sociales                 |           | Alfred Dallinger (jusqu'au 23/02/1989) Ferdinand Lacina (par intérim) Walter Geppert (à partir du 10/09/1989) | SPÖ   |
| Ministre fédéral des Finances                                        |           | Ferdinand Lacina                                                                                              | SPÖ   |
| Ministre fédéral de l'Intérieur                                      |           | Karl Blecha (jusqu'au 02/02/1989) Franz Löschnak                                                              | SPÖ   |
| Ministre fédéral de la Justice                                       |           | Egmont Foregger                                                                                               | Sans  |
| Ministre fédéral de la Défense nationale                             |           | Robert Lichal                                                                                                 | ÖVP   |
| Ministre fédéral de l'Agriculture et des Forêts                      |           | Josef Riegler                                                                                                 | ÖVP   |
| Ministre fédéral de l'Environnement, de la Jeunesse et de la Famille |           | Marilies Flemming                                                                                             | ÖVP   |
| Ministre fédéral de l'Enseignement, des Arts et des Sports           |           | Hilde Hawlicek                                                                                                | SPÖ   |
| Ministre fédéral de l'Économie publique et des Transports            |           | Rudolf Streicher                                                                                              | SPÖ   |
| Ministre fédéral de la Science et de la Recherche                    |           | Hans Tuppy | ÖVP   |
| Ministre fédéral du Fédéralisme et des Réformes administratives      |           | Heinrich Neisser                                                                                              | ÖVP   |
| Ministre fédéral de la Santé et de la Fonction publique              |           | Franz Löschnak (jusqu'au 02/02/1989) Harald Ettl                                                              | SPÖ   |

### Remaniement du 24 avril 1989
- Les nouveaux ministres sont indiqués en gras, ceux ayant changé d'attributions en italique.

| Fonction                                                                        | Titulaire | Titulaire         | Parti |
| ------------------------------------------------------------------------------- | --------- | ----------------- | ----- |
| Chancelier fédéral                                                              |           | Franz Vranitzky   | SPÖ   |
| Vice-chancelier Ministre fédéral du Fédéralisme et des Réformes administratives |           | Josef Riegler     | ÖVP   |
| Ministre fédéral des Affaires étrangères                                        |           | Alois Mock        | ÖVP   |
| Ministre fédéral des Affaires économiques                                       |           | Wolfgang Schüssel | ÖVP   |
| Ministre fédéral du Travail et des Affaires sociales                            |           | Walter Geppert    | SPÖ   |
| Ministre fédéral des Finances                                                   |           | Ferdinand Lacina  | SPÖ   |
| Ministre fédéral de l'Intérieur                                                 |           | Franz Löschnak    | SPÖ   |
| Ministre fédéral de la Justice                                                  |           | Egmont Foregger   | Sans  |
| Ministre fédéral de la Défense nationale                                        |           | Robert Lichal     | ÖVP   |
| Ministre fédéral de l'Agriculture et des Forêts                                 |           | Franz Fischler    | ÖVP   |
| Ministre fédéral de l'Environnement, de la Jeunesse et de la Famille            |           | Marilies Flemming | ÖVP   |
| Ministre fédéral de l'Enseignement, des Arts et des Sports                      |           | Hilde Hawlicek    | SPÖ   |
| Ministre fédéral de l'Économie publique et des Transports                       |           | Rudolf Streicher  | SPÖ   |
| Ministre fédéral de la Science et de la Recherche                               |           | Erhard Busek      | ÖVP   |
| Ministre fédéral de la Santé et de la Fonction publique                         |           | Harald Ettl       | SPÖ   |